# Mottalciata
Mottalciata là một đô thị ở tỉnh Biella vùng Piedmont của nước Ý, có vị trí cách khoảng 60 km về phía đông bắc của of Torino và khoảng 20 km về phía đông nam của of Biella. Tại thời điểm ngày 31 tháng 12 năm 2004, đô thị này có dân số 1.445 người và diện tích là 18,5 km².
Mottalciata giáp các đô thị: Benna, Buronzo, Castelletto Cervo, Cossato, Gifflenga, Lessona, Massazza, Villanova Biellese.